# Different stories and twisted tales
Different stories and twisted tales is een studioalbum van Ron Boots. Het album werd gedurende 1992 en het voorjaar van 1993 opgenomen in Boots’ zijn eigen geluidsstudio Dreamscape. Hoffmann-Hoock nam zijn gitaarsolo op in zijn Quasar-geluidsstudio. De gitaarsolo is langzaam in tempo maar fel, zoals gebruikelijk van deze gitarist van Mind over Matter. In 2004 kwam een heruitgave uit van het album.  

## Musici
- Ron Boots – synthesizers, elektronica
- Klaus Hoffmann-Hoock – gitaar op The call
- Guido Negraszus – slagwerk op Omnus mundi
- Harold van der Heijden – slagwerk op Twisted tales en Different stories
- Eric van der Heijden – synthesizer op Different stories

## Muziek
| Nr. | Titel                                           | Duiding van Boots                                                                             | Duur  |
| --- | ----------------------------------------------- | --------------------------------------------------------------------------------------------- | ----- |
| 1.  | Twisted tales (Boots)                           | Het risico van verhalen doorvertellen, de eerste en laatste versie verschillen                | 17:04 |
| 2.  | Amor facit (Boots)                              | Liefde                                                                                        | 6:19  |
| 3.  | The call (Boots, Hoffmann Hoock)                | De roep, de mens op zoek naar de roep                                                         | 12:35 |
| 4.  | Cuivienen (Boots)                               | Water, tweede noodzakelijkheid bij leven                                                      | 14:58 |
| 5.  | Gwahir (Boots)                                  | God van de wind, Adelaar uit Midden-aarde                                                     | 6:10  |
| 6.  | Omnus mundi (Boots, Negraszus)                  | Het leven is als het schrijven van een boek, chaos                                            | 6:19  |
| 7.  | Different stories (Boots, Eric van der Heijden) | Sinds de uitvinding van de boekdrukkunst leggen we alles vast, om te leren, echter tevergeefs | 11:05 |